# Ernst Gustav Kraatz
Ernst Gustav Kraatz (*Berlijn, 13 maart 1831 - Berlijn, 2 november 1909) was een Duits entomoloog.
Kraatz ging naar de middelbare school en het Evangelisches Gymnasium zum Grauen Kloster voordat hij rechten ging
studeren aan de Friedrich-Schiller-Universität Jena. Al snel verruilde hij die studie, voor een studie zoölogie en in 1856 promoveerde hij met een werk op het gebied van de coleoptera (kevers). 
Na een aantal studiereizen naar het buitenland werkte hij mee aan Naturgeschichte der Insecten Deutschlands. Hij onderzocht vooral coleoptera (kevers) en bracht het tot ongeveer 1400 publicaties. Hij was ook professor aan de universiteit van Berlijn.
In 1856 richtte Kraatz de Berliner Entomologischen Verein op en later, in 1881, het Deutsche Entomologische Gesellschaft, waarvan hij jarenlang voorzitter was. Hij richtte ook het Deutsche Entomologische Nationalmuseum op, tegenwoordig het Senckenberg Deutsches Entomologisches Institut. Zijn uitgebreide collecties kevers en entomologische boekwerken worden in dit museum bewaard.

## Enkele werken
- Naturgeschichte der Insecten Deutschlands. Abt. 1. Coleoptera. Zweiter Band, Berlijn 1856–1857
- Verzeichniss der Käfer Deutschlands, Berlijn 1869 (online[dode link])

- Gemeinsame Normdatei: 11753983X
- International Standard Name Identifier: 0000 0000 1405 0050
- Library of Congress Control Number: no2017135874
- Nederlandse Thesaurus van Auteursnamen: 159422604
- SNAC: w6c08swf
- Système universitaire de documentation: 151933278
- Virtual International Authority File: 47158383
- WorldCat: E39PBJwHhcCkV83WJhg8rF3CwC